# Медицинская физика
Медицинская физика занимается применением концепций и методов физики для профилактики, диагностики и лечения заболеваний человека с конкретной целью улучшения здоровья и благополучия человека. С 2008 года медицинская физика включена в категорию медицинских профессий в соответствии с Международным стандартом классификации профессий Международной организации труда. С 2010 года «медицинский физик» включен в перечень квалификаций, требующих высшего образования в России.
Медицинские физики встречаются в следующих направлениях медицины:
радиационная онкология,
диагностическая и интервенционная радиология,
ядерная медицина и
радиационная защита и др.
В клинической практике медицинский физик — это название конкретной медицинской профессии.
Университетские кафедры бывают двух типов. Первый тип в основном связан с подготовкой студентов к карьере больничного медицинского физика, а научные исследования направлены на совершенствование практики данной профессии. Второй тип (все чаще называемый «биомедицинской физикой») имеет гораздо более широкий охват и может включать исследования в любых областях применения физики к медицине, от изучения биомолекулярной структуры до микроскопии и наномедицины.

## История: Нобелевские лауреаты по физике и медицине в сфере медицинской физики
Нобелевских премий, в разное время за научные открытия, значимые в сфере медицинской физики, были удостоены:
- в 1901 году Вильгельм Конрад Рентген — «в знак признания исключительных услуг, которые он оказал науке открытием замечательных лучей», названных впоследствии в его честь[6]
- в 1924 году Виллем Эйнтховен — «за открытие механизма электрокардиограммы»[7]
- в 1979 году Аллан Кормак и Годфри Хаунсфилд — «за разработку компьютерной томографии»[8]
- в 1986 году Эрнст Руска — «за фундаментальную работу по электронной оптике и за создание первого электронного микроскопа»[9]
- в 2003 году Пол Лотербур и Питер Мэнсфилд — «за открытия, касающиеся метода магнитно-резонансной томографии»[10].

Следует также отметить научный вклад первооткрывателей:
- Ханса Бергера— одного из отцов метода электроэнцефалографии,
- Джона Уальда (John J. Wild) — «отца медицинского ультразвука»,
- Дэвида Кула и Майкла Тер-Погосяна — известных своими новаторскими работами в области позитронно-эмиссионной томографии.[11]

## Миссия медицинской физики
Миссия включает 11 основных направлений:
1. Решение научных проблем: комплексное решение проблем, включающее определение оптимальной производительности или оптимизации использования медицинских устройств, выявление и устранение возможных причин неправильного использования, а также подтверждение того, что предлагаемые решения восстановили работоспособность и использование устройства до приемлемого состояния. Все виды деятельности должны основываться на современных научных данных или собственных исследованиях, когда имеющихся данных недостаточно.
2. Дозиметрические измерения: измерение доз, переносимых пациентами, добровольцами в биомедицинских исследованиях и лицами, подвергнутыми немедицинскому облучению; выбор, калибровка и обслуживание дозиметрических приборов; независимая проверка доз, связанных с количеством, предоставляемым устройствами регистрации доз; измерение доз, связанных с количеством, требуемым в качестве входных данных для устройств регистрации или оценки доз. Измерения должны основываться на современных рекомендуемых методах и протоколах. Включает дозиметрию всех физических агентов.
3. Безопасность пациентов / управление рисками: наблюдение за медицинскими приборами и оценка клинических протоколов для обеспечения постоянной защиты пациентов, добровольцев в биомедицинских исследованиях и лиц, подвергнутых немедицинскому облучению от вредных воздействий физических агентов в соответствии с последними опубликованными доказательствами или собственными исследованиями, когда имеющихся доказательств недостаточно. Включает разработку карт оценки рисков.
4. Профессиональная и общественная безопасность / управление рисками: Наблюдение за медицинскими приборами и оценка клинических протоколов в отношении защиты работников и общественности при воздействии на пациентов, добровольцев в биомедицинских исследованиях и лиц, подвергнутых немедицинскому воздействию. Включает разработку карт оценки рисков совместно с другими экспертами, занимающимися профессиональными / общественными рисками.
5. Клиническое управление медицинскими устройствами: спецификация, отбор, приемочные испытания, ввод в эксплуатацию и контроль качества медицинских устройств в соответствии с последними опубликованными международными рекомендациями, а также управление и надзор за соответствующими программами. Тестирование должно проводиться на основе современных рекомендуемых методик и протоколов.
6. Клиническое участие: проведение, участие и контроль ежедневных процедур радиационной защиты и контроля качества для обеспечения непрерывного эффективного и оптимального использования медицинских радиологических устройств, включая оптимизацию для конкретного пациента.
7. Развитие качества и экономической эффективности услуг: руководство внедрением новых медицинских радиологических устройств в клиническую службу, внедрение новых медицинских физических услуг и участие во внедрении/разработке клинических протоколов/методов, уделяя должное внимание экономическим вопросам.
8. Экспертная консультация: предоставление экспертных консультаций внешним клиентам (например, клиникам, не имеющим собственной экспертизы в области медицинской физики).
9. Образование медицинских работников (в том числе обучающихся по медицинской физике: содействие качественному медицинскому профессиональному образованию через деятельность по передаче знаний, касающихся научно-технических знаний, навыков и компетенций, обеспечивающих клинически эффективное, безопасное, научно обоснованное и экономичное использование медицинских радиологических устройств). Участие в обучении студентов медицинской физики и организации программ ординатуры по медицинской физике.
10. Оценка технологий здравоохранения: Принятие на себя ответственности за физическую оценку технологий здравоохранения, связанных с медицинскими радиологическими устройствами и /или медицинским использованием радиоактивных веществ/источников.
11. Инновации: разработка новых или модификация существующих устройств (включая программное обеспечение) и протоколов для решения до сих пор нерешенных клинических проблем.[12][13]

## Медицинская биофизика и биомедицинская физика
В некоторых учебных заведениях есть кафедры или программы, носящие название «медицинская биофизика», "биомедицинская физика " или «прикладная физика в медицине». Как правило, они относятся к одной из двух категорий: междисциплинарные факультеты, объединяющие биофизику, радиобиологию и медицинскую физику под одной крышей; и программы бакалавриата, которые готовят студентов к дальнейшему изучению медицинской физики, биофизики, или медицина. Большинство научных концепций бионанотехнологии заимствованы из других областей. Биохимические принципы, которые используются для понимания материальных свойств биологических систем, занимают центральное место в бионанотехнологии, потому что те же самые принципы должны использоваться для создания новых технологий. Свойства материалов и приложения, изучаемые в бионанонауке, включают механические свойства (например, деформация, адгезия, разрушение), электрические/электронные (например, электромеханическая стимуляция, конденсаторы, накопление энергии/батареи), оптические (например, поглощение, люминесценция, фотохимия), тепловые (например, термомутабельность, управление температурным режимом), биологические (например, как клетки взаимодействуют с наноматериалами, молекулярные изъяны/дефекты, биосенсорика, биологические механизмы, такие как механоощущение), нанонауки о болезнях (например, генетические заболевания, рак, недостаточность органов/тканей), а также вычислительные (например, ДНК вычислительная техника) и сельское хозяйство (целевая доставка пестицидов, гормонов и удобрений.

## Области специализации
Международная организация медицинской физики (IOMP) признает основные области применения и направления деятельности медицинской физики.

### Физика медицинской визуализации
Физика медицинской визуализации также известна как физика диагностической и интервенционной радиологии. Клинические (как «штатные», так и «консультирующие») физики обычно занимаются областями тестирования, оптимизации и обеспечения качества таких областей физики диагностической радиологии, как рентгенография, рентгеноскопия, маммография, ангиография и компьютерная томография. , а также методы неионизирующего излучения, такие как УЗИ и МРТ. Они также могут заниматься вопросами радиационной защиты, такими как дозиметрия (для персонала и пациентов). Кроме того, многие физики-визуалисты часто также связаны с системами ядерной медицины, включая однофотонную эмиссионную компьютерную томографию (ОФЭКТ) и позитронно-эмиссионную томографию (ПЭТ). Иногда физики-визуалисты могут заниматься клиническими областями, но в исследовательских и учебных целях, например, для количественной оценки внутрисосудистого ультразвука как возможного метода визуализации конкретного сосудистого объекта.
В некоторых случаях для научных исследований и диагностики структур и функций на микро- нано-уровне целесообразно использование электронной микроскопии.

### Радиационная терапевтическая физика
Радиационная терапевтическая физика также известная у нас в стране как лучевая терапия или радиотерапия. Сфера медицины, в которой специалисты занимаются вопросами лечения онкологических заболеваний с помощью излучения, образующегося в результате радиоактивного распада. Большинство специалистов в медицинской физике, в той или иной степени, работают, именно, в этой сфере. Физики, занимающийся лучевой терапией, обычно ежедневно имеет дело с системами линейных ускорителей и установками для лечения рентгеновским излучением, а также другими методами, такими как томотерапия, гамма-нож, кибернож, протонная терапия и брахитерапия. Академические исследования терапевтической физики могут охватывать такие области, как нейтрон-захватная терапия, излучение закрытыми источниками (брахитерапия), терапия террагерцовым излучением, терапия высокоинтенсивными сфокусированными ультразвуковыми пучками (в том числе литотрипсия), терапия лазерами оптического излучения включая фотодинамическую терапию, ультрафиолетовое бактерицитдное облучение, и др. Также в этот список можно включить ядерную медицину в рамках лучевой терапии на основе открытых источников излучения.

### Физика ядерной медицины
Ядерная медицина — это раздел медицины, который использует излучение для получения информации о функционировании конкретных органов человека или для лечения заболеваний. Можно легко визуализировать щитовидную железу, кости, сердце, печень и многие другие органы, а также выявить нарушения в их функционировании. В некоторых случаях источники излучения могут быть использованы для лечения пораженных органов или опухолей. Пять нобелевских лауреатов были тесно связаны с использованием радиоактивной диагностики в медицине. Более 10 000 больниц по всему миру используют радиоизотопы в медицине, и около 90 % процедур предназначены для диагностики. Наиболее распространенным радиоизотопом, используемым в диагностике, является технеций-99m, с которым проводится около 30 миллионов процедур в год, что составляет 80 % всех процедур ядерной медицины во всем мире.

### Радиационная гигиена, физика здоровья
Физика здоровья, термин употребляемый в англоязычном секторе, также известна как радиационная безопасность или радиационная защита. Физика здоровья — это прикладная наука изучающая вопрос защиты здоровья от радиационного излучения опираясь на законы физики. связанная с распознаванием, оценкой и контролем опасных для здоровья факторов, чтобы обеспечить безопасное использование и применение ионизирующего излучения. Специалисты в области медицинской физики способствуют совершенствованию науки и практики в области радиационной защиты и безопасности. К данному разделу относятся исследования в таких сферах как:
фоновое излучение, радиационная защита, дозиметрия, физика здоровья, радиологическая защита пациентов.
В России развивалось направление «радиационная гигиена», организованы профильные НИИ, издается одноимённый журнал, действуют нормы радиационной безопасности НРБ-99

### Физика неионизирующего медицинского излучения
Некоторые аспекты физики неионизирующего излучения могут рассматриваться в рамках физики радиационной защиты или диагностической визуализации. Методы визуализации включают МРТ, оптическую визуализацию и ультразвуковые исследования. В соответствии с соображениями безопасности, а также в связи с распространенностью «лазерной медицины» сюда включают и лазеры, за изобретение которых Нобелевскую премию получили в 1964 году советские ученые Александр Прохоров и Николай Басов.

### Измерения в физиологии человека и физических факторов окружающей среды
Физиологические измерения также использовались для мониторинга и измерения различных физиологических параметров. Многие методы физиологических измерений неинвазивны и могут использоваться в сочетании с другими мало-инвазивными методами или в качестве альтернативы им. Методы измерения включают электрокардиографию, электроэнцефалографию, первые измерения скорости нервного импульса, магнитного поля одиночного нейрона и пр. Ряд областей могут охватываться другими специальностями, например, медицинской инженерией или сосудистой наукой.

### Медицинская информатика, вычислительная физика, моделирование
Другие области, тесно связанные с медицинской физикой, включают области, связанные с медицинскими данными, информационными технологиями и информатикой в сфере медицины.
- Информация и коммуникация в медицине
- Медицинская информатика
- Обработка, отображение и визуализация изображений
- Компьютерная диагностика
- Системы архивирования изображений и связи (PACS)
- Стандарты: DICOM, Integrating the Healthcare Enterprise (IHE) и др.
- Больничные информационные системы
- EHealth — электронное здравоохранение[28]
- Телемедицина
- Цифровая операционная
- Рабочий процесс, моделирование, ориентированное на конкретного пациента
- Медицина в Интернете вещей
- Дистанционный мониторинг и дистанционное медицинское обслуживание

### Области научных исследований и академического развития
Неклинические физики могут сосредоточиться на вышеуказанных областях с академической и исследовательской точки зрения, их узкая специализация может также включать лазеры и ультрафиолетовые системы (такие как фотодинамическая терапия), МРТ и другие методы функциональной визуализации а также молекулярную визуализацию, электрическую импедансную томографию, диффузную оптическую визуализацию, оптическая когерентная томография, двухэнергетическая рентгеновская абсорбциометрия, применение для медицинской визуализации черенковского излучения.
К 2020 году Международная инициатива по изучению мозга, его коннектома, объединяла ряд национальных мегапроектов (американская BRAIN Initiative, Европейский Human Brain Project, China Brain Project, Brain/MINDS в Японии, Canadian Brain Research Strategy, Australian Brain Alliance, Korea Brain Initiative) с целями, поддерживающими взаимодействие между странами, чтобы обеспечить синергетическое взаимодействие с междисциплинарными подходами, вытекающими из последних исследований в области нейронаук и создания искусственного интеллекта, в том числе методом «обратной сборки».
Опубликованы данные о перспективах потребностей в медицинских физиках в мире.
Подготовка медицинских физиков в России продолжает совершенствоваться. Опубликовано состояние образование медицинской физике в Европе, а также «Глобальный список выпускных программ по медицинской физике»

## Законодательные и консультативные органы
- Международная комиссия по радиационным единицам и измерениям
- Международная комиссия по радиационной защите
- Комиссия по ядерному регулированию (США)
- Международное агентство по атомной энергии
- Ропотребнадзор Федеральная служба по надзору в сфере защиты прав потребителей и благополучия человека
- ФМБА Федеральное медико-биологическое агентство
- Росздравнадзор: Федеральная служба по надзору в сфере здравоохранения
- АМФР: Ассоциация Медицинских Физиков России